# 文昌街道 (抚州市)
文昌街道，是中国江西省抚州市临川区所辖的一个街道。

## 行政区划
文昌街道下辖以下村级行政区划单位
文昌里社区、灵芝山社区、东乡仓社区、洋洲社区、勤光社区、前进社区、西湖社区、瑶坪社区和傅家村。